# MZR

Przestrzeń zajmowana przez sektor w technice MZR w zależności od odległości od promienia cylindra.

MZR (ang.Multiple Zone Recording, czyli nagrywanie wieloma strefami) – technika formatowania i określania lokacji sektorów danych na fizycznej przestrzeni takich nośników magnetycznych, jak na przykład dysk twardy. Technika ta wywodzi się z mechanizmu ZBR (ang.Zone Bit Recording), nie jest jednak dostrzegalna z punktu widzenia interfejsu urządzenia.
W klasycznym modelu dysku twardego, opartym o adresację CHS, dane zapisywane są wzdłuż cylindrycznych ścieżek. Każda ścieżka zawiera w sobie fragmenty, należące do dokładnie takiej samej liczby sektorów. Jest to jednak negatywne zjawisko, ponieważ – przy takiej samej liczbie bajtów zapisanych w określonym sektorze, na wyznaczonej ścieżce – zewnętrzne obszary dysku nie są w pełni wykorzystane. Zawierają one taką samą ilość danych, jak obszary bliższe środkowi nośnika, a przecież są od nich znacznie dłuższe.
Technika MZR pozwala zapobiec temu niekorzystnemu zjawisku. Sąsiadujące ścieżki dysku są zebrane w grupach, których liczba zależy od producenta i serii dysku (zwykle od 3 do 20). W ramach grupy wszystkie ścieżki mają dokładnie taką samą liczbę sektorów. Im grupa jest położona bliżej zewnętrznej krawędzi nośnika, tym jej ścieżki mają więcej sektorów. Czasem grupy tworzone są według zasady, że ścieżka, która jest w stanie pomieścić o jeden sektor więcej niż poprzednia, rozpoczyna nową grupę. Jednak przy dyskach o bardzo dużych gęstościach zapisu reguła ta traci na znaczeniu, gdyż często każda ścieżka jest w stanie pomieścić więcej sektorów niż poprzednia.
Multiple Zone Recording ma jeszcze jedną, bardzo ważną zaletę. Głowica, przeniesiona nad zewnętrzne obszary nośnika, jest w stanie w tym samym czasie odczytać znacznie więcej sektorów niż przy krawędzi wewnętrznej. W klasycznym modelu liczba ta jest dokładnie taka sama. Przy wykorzystaniu MZR, głowica częściej znajduje się przy zewnętrznych obszarach dysku, bo jest tam wykonywanych więcej odczytów i zapisów, a co za tym idzie, dane z obszarów zewnętrznych (najliczniejsze) są dla głowicy najszybciej dostępne.
Z punktu widzenia obsługi takiego urządzenia, technologia MZR nie wpływa w żaden sposób na komunikację zewnętrzną, gdyż za zamianę klasycznej adresacji sektorów na adresację zgodną z MZR odpowiada elektroniczny układ sterowania wbudowany w dysk twardy. Jednak zmiana szybkości transferu może być wyraźnie zauważalna.